# Kiril K. Maritchkov
Kiril K. Maritchkov (Sofia, 8 luglio 1973) è un diplomatico e saggista bulgaro naturalizzato italiano.
Kiril K. Maritchkov è un avvocato internazionalista, esperto in nuove tecnologie e digitalizzazione, imprenditore, scrittore e studioso di geopolitica italo-bulgaro, autore del romanzo-scandalo Clandestination, del saggio ambientalista sulla decrescita The Green State Laboratory e del volume Breve storia delle relazioni tra USA e Russia. È componente del Nucleo per la Politica Industriale del Ministero delle imprese e del made in Italy.

## Biografia
Maritchkov nasce in una famiglia dell'élite intellettuale bulgara, e ha un'infanzia segnata dal clima di dissidenza nei confronti della dittatura comunista che lo conduce a prendere parte alle proteste di piazza che nell’autunno del 1989 porteranno alla caduta del Regime. Suo padre, Kiril, è leader della più famosa band rock del Paese e deputato nel primo parlamento democraticamente eletto, il nonno paterno, sempre Kiril Marichkov, è stato  avvocato, primo Ambasciatore nella storia della Bulgaria presso la Santa Sede (1992-1997) durante il pontificato di Papa Giovanni Paolo II e artefice dell’instaurazione dei rapporti diplomatici tra la Bulgaria e il Sovrano militare ordine di Malta assumendo nel 1994 la carica di primo ambasciatore anche presso tale istituzione, il bisnonno, il celebre architetto bulgaro dell'inizio del XX secolo Kiro Marichkov, autore dei primi edifici in stile liberty considerati Patrimonio storico nazionale, delle più importanti stazioni ferroviarie dell'epoca e di molti palazzi storici, Georgi Stranski, leader del Partito Liberale nel fine '800 e ministro, il regista Metodi Andonov, autore del film culto Vchera, il compositore e direttore d'orchestra Boris Leviev, la direttrice di produzione e scenografa di numerose pellicole e colossal del cinema bulgaro Irina Marichkova (nonna paterna), l'amatissimo attore, regista e pittore Ivan Andonov, mentre padrino del musicista Marichkov è Nikola Mušanov, fondatore del Partito Democratico e Primo Ministro della Bulgaria dal 1931 al 1934.
Nel 1993 si trasferisce in Italia dove si laurea in Giurisprudenza, poi in Scienze politiche ed infine in Relazioni internazionali. Gli viene concessa la cittadinanza italiana. Maritchkov parla quattro lingue ed è sposato con un'imprenditrice romana dalla quale ha due figli. 

### Carriera diplomatica
Nel 2012 viene nominato, a soli 38 anni, ambasciatore della Bulgaria presso la Santa Sede e il Sovrano militare ordine di Malta trovandosi nel vortice della cronaca mondiale quando, pochi mesi dopo, il Vaticano (allora guidato dal cardinale Tarcisio Bertone, Segretario di Stato del pontefice Joseph Ratzinger, futuro dimissionario) gli nega il gradimento per via del suo romanzo Clandestination ritenuto sgradito alle alte sfere del Clero, provocando un incidente diplomatico che acquista ampia risonanza internazionale. L’annuncio della censura vaticana è resa pubblica il 6 agosto 2012 dal quotidiano La Repubblica con titolo "L'ambasciatore e il libro hard, gelo in Vaticano" e sottotitolo "Designato dalla Bulgaria, la Santa Sede lo ricusa perché autore di una storia gay, Sofia non cede: è braccio di ferro". Nei giorni successivi la notizia si propaga sulla stampa di tutto il mondo, da The Independent a Le Monde, The Daily Telegraph, International Business Times, Belfast Telegraph, Europe 1 France, Adnkronos e tanti altri. I giornalisti del britannico The Independent chiedono spiegazioni al portavoce di Benedetto XVI, padre Federico Lombardi il quale rifiuta ogni commento, mentre il portale letterario brasiliano Listas Literarias inserisce Clandestination nel TOP 10 dei libri censurati dalla Chiesa cattolica in compagnia del Il codice Da Vinci di Dan Brown, di Harry Potter di J. K. Rowling e di Vaticano S.p.A. di Gianluigi Nuzzi.
I rapporti diplomatici tra la Bulgaria e il Vaticano entrano in una fase di stallo, il governo di Sofia rifiuta categoricamente altre nomine e la prestigiosa sede rimane vacante per quasi un anno e mezzo, un record nella storia delle relazioni internazionali della Santa Sede, battendo altri conflitti – numerosi sotto il pontificato Ratzinger travolto dagli scandali dello IOR e del Vaticangate – sorti dal rifiuto di accettare personaggi illustri come quello di Caroline Kennedy, figlia di John Fitzgerald Kennedy designata da Barack Obama e poi mandata come ambasciatrice in Giappone, successivamente di due candidati del presidente francese Nicolas Sarkozy, il famoso storico e giornalista Denis Tillinac e Jean-Loup Kuhn-Delforge il quale a seguito del rifiuto va inviato all'ambasciata di Atene, per finire con l'ex ministro della Giustizia argentino Alberto Iribarne e, qualche anno più tardi, con il capo del cerimoniale dell’Eliseo di François Hollande, il diplomatico d’Oltralpe Laurent Stefanini.
Sarà pace soltanto tre anni dopo, il 2 settembre 2015, quando il nuovo pontefice, papa Francesco, si incontra con Kiril K. Maritchkov e il settimanale L'Espresso pubblica un ampio articolo, cappeggiato dalla foto della stretta di mano tra i due protagonisti, dal titolo “Vaticano, riconciliazione per l’ex ambasciatore bulgaro cacciato per un romanzo sgradito” e proseguendo “Ricevuto da Papa Francesco Kiril Kirilov Maritchkov. Con Benedetto XVI gli fu negato il placet vaticano per la nomina ad ambasciatore della Bulgaria presso la Santa Sede perché autore di un romanzo sul mondo dell’immigrazione clandestina in cui raccontava anche di un rapporto gay a pagamento” elogiando di fatto il nuovo corso della Chiesa cattolica di Bergoglio.
Attualmente Maritchkov ricopre vari incarichi pubblici e privati, di rappresentanza istituzionale e nell'ambito dei rapporti economico-commerciali internazionali. È componente del Nucleo di Esperti per la Politica Industriale del Ministero delle imprese e del made in Italy per il settore Digitale ed Alta Tecnologia, Membro del Comitato Investimenti del Fondo Boost Innovation di CDP Venture capital SGR - Fondo Nazionale Innovazione di Cassa Depositi e Prestiti, Consigliere di Amministrazione di società nel settore Fintech, membro della Commissione di Diritto Europeo ed Internazionale e della Commissione Crisi d’Impresa dell’Ordine degli Avvocati di Roma, membro dell'Advisory Board di Fabbrica Italiana dell'Innovazione, componente della Law and Internet Foundation e componente del Comitato Scientifico di CSAIA - Centro Studi Avanzati per l'Intelligenza Artificiale.